# If This Is It (canción de Huey Lewis and the News)
«If This Is It» es una canción de la banda de rock estadounidense Huey Lewis and the News. Fue lanzado como el cuarto sencillo de su álbum Sports en 1983. En Estados Unidos alcanzó el número seis en el Billboard Hot 100. y el número cinco en la Billboard Adult Contemporary. En el Reino Unido llegó al número 39 en la UK Singles Chart. Alcanzó el Top 10 en varios países como Noruega, Suecia y Canadá.

## Video Musical
Fue dirigido por Edd Griles y filmado en Santa Cruz, California, en junio de 1984. Se ve a Huey tratando de reconciliarse con su exnovia (Janet Cross). Él la ve en la playa y tiene un flashback de una noche romántica con ella. La amiga de su ex (Sandra Wilder) observa las frustraciones de Huey y siente lástima por él. Después de que un último esfuerzo de Huey para recuperar a su ex fracasa, se sienta solo en la playa mientras la multitud se desvanece. Luego aparece el amigo del ex, sonriéndole y se alejan juntos hacia el paseo marítimo. La banda aparece en varias escenas en la playa, una de las cuales los muestra cantando el coro mientras están enterrados en la arena con solo sus cabezas visibles. El video comienza con un fragmento de otra canción de Huey Lewis and the News, "I Want a New Drug", también del álbum Sports.

## Posicionamiento en listas
| Lista (1986)                                  | Máxima posición |
| --------------------------------------------- | --------------- |
| Australia (Kent Music Report)                 | 20              |
| Canadá (RPM Top Singles)                      | 6               |
| Canadá (RPM Adult Contemporary)               | 4               |
| Estados Unidos (Billboard Hot 100)            | 6               |
| Estados Unidos (Billboard Adult Contemporary) | 5               |
| Estados Unidos (Billboard Top Rock Tracks)    | 19              |
| Estados Unidos (Cash Box Top 100)             | 6               |
| Islandia (Singles Chart)                      | 10              |
| Noruega (VG-lista)                            | 8               |
| Nueva Zelanda (Recorded Music NZ)             | 37              |
| Reino Unido (UK Singles Chart)                | 39              |
| Suecia (Sverigetopplistan)                    | 10              |